# کیتا ماسودا
کیتا ماسودا (انگلیسی: Keita Masuda؛ زادهٔ ۲۷ فوریهٔ ۱۹۷۹) بدمینتون‌باز اهل ژاپن بود.